# 石川県道262号大町穴水停車場線
石川県道262号大町穴水停車場線（いしかわけんどう262ごう おおまちあなみずていしゃじょうせん）とは、石川県鳳珠郡穴水町を通る一般県道（石川県道）である。

## 概要
- 起点：石川県鳳珠郡穴水町字大町ニ78番2地先（＝石川県道50号穴水剱地線交点）
- 終点：石川県鳳珠郡穴水町字大町チ35番2地先（＝のと鉄道七尾線穴水駅前）

鳳珠郡穴水町を東西に横断する石川県道50号穴水剱地線と同町の中心駅である穴水駅とを結ぶ。実延長0.044km（＝44m）は、石川県道の中では最も短い（2010年（平成22年）4月1日現在）。

## 現況
全区間、アスファルトで舗装されている。車道の幅員は全区間両側2車線（片側1車線）であり、規格改良率は100％であるものの、全区間が44mと非常に短いため、起終点と接続する道路の交差点と半ば一体化している。消雪パイプは設置されていない。またほぼ直線状に整備されているため、悪天候でない限りは、起終点双方から全区間を見通すことができる。歩道は全く設置されていない。
当県道と接続する道路には案内標識が全く設置されておらず、また沿道には県道番号標識や管理者である石川県関係の標示物（デリニエーターなど）は全く設置されていない。縮尺の小さい道路地図や住宅地図、あるいは石川県発行の県道関係資料などで意識しない限りは、他の町道と見分けがつきにくい。

## 歴史
- 1960年（昭和35年）10月15日：路線認定。

## 交差する道路
- 石川県道50号穴水剱地線（鳳珠郡穴水町大町：起点）
- 石川県道113号穴水港穴水停車場線

## 周辺
- のと鉄道
  - 七尾線穴水駅
  - 本社
- 穴水町立図書館